# Čepljez
Čepljez (brđen, lat. Asphodelus), rod jednosupnica iz porodice čepljezovki. Postoji desetak vrsta, a od poznatijih su bijeli čepljez (Asphodelus albus) i primorski čepljez (A. aestivus), biljka koja se u Grčkoj sadi na grobljima. 

## Vrste
1. Asphodelus acaulis Desf.
2. Asphodelus aestivus Brot.
3. Asphodelus albus Mill.
4. Asphodelus ayardii Jahand. & Maire
5. Asphodelus bakeri Breistr.
6. Asphodelus bento-rainhae P.Silva
7. Asphodelus cerasifer J.Gay
8. Asphodelus fistulosus L.
9. Asphodelus gracilis Braun-Blanq. & Maire
10. Asphodelus lusitanicus Cout.
11. Asphodelus macrocarpus Parl.
12. Asphodelus ramosus L.
13. Asphodelus refractus Boiss.
14. Asphodelus roseus Humbert & Maire
15. Asphodelus serotinus Wolley-Dod
16. Asphodelus tenuifolius Cav.
17. Asphodelus viscidulus Boiss.